# Liste der Nummer-eins-Hits in den Cash Box Charts (1986)
Diese Liste enthält alle Nummer-eins-Hits in den amerikanischen Cash Box Charts im Jahr 1986. Es gab in diesem Jahr 32 Nummer-eins-Singles.
| Singles |
| --- |
| - Lionel Richie – Say You, Say Me - 5 Wochen (21. Dezember 1985 – 24. Januar 1986) - Dionne Warwick & Friends – That’s What Friends Are For - 3 Wochen (25. Januar – 14. Februar) - Billy Ocean – When the Going Gets Tough, the Tough Get Going - 1 Woche (15. Februar – 21. Februar) - Whitney Houston – How Will I Know - 1 Woche (22. Februar – 28. Februar) - Mr. Mister – Kyrie - 2 Wochen (1. März – 14. März) - Starship – Sara - 1 Woche (15. März – 21. März) - Heart – These Dreams - 1 Woche (22. März – 28. März) - Falco – Rock Me Amadeus - 2 Wochen (29. März – 11. April) - Prince and The Revolution – Kiss - 2 Wochen (12. April – 25. April) - Robert Palmer – Addicted to Love - 2 Wochen (26. April – 9. Mai) - Pet Shop Boys – West End Girls - 1 Woche (10. Mai – 16. Mai) - Van Halen – Why Can’t This Be Love - 1 Woche (17. Mai – 23. Mai) - Whitney Houston – Greatest Love of All - 2 Wochen (24. Mai – 6. Juni) - Madonna – Live to Tell - 1 Woche (7. Juni – 13. Juni) - Patti LaBelle & Michael McDonald – On My Own - 3 Wochen (14. Juni – 4. Juli) - Billy Ocean – There’ll Be Sad Songs (To Make You Cry) - 2 Wochen (5. Juli – 18. Juli) - Genesis – Invisible Touch - 1 Woche (19. Juli – 25. Juli) - Peter Gabriel – Sledgehammer - 2 Wochen (26. Juli – 8. August) - Peter Cetera – Glory of Love - 1 Woche (9. August – 15. August) - Madonna – Papa Don’t Preach - 2 Wochen (16. August – 29. August) - Steve Winwood – Higher Love - 2 Wochen (30. August – 12. September) - Berlin – Take My Breath Away - 1 Woche (13. September – 19. September) - Huey Lewis and the News – Stuck with You - 3 Wochen (20. September – 10. Oktober) - Janet Jackson – When I Think of You - 2 Wochen (11. Oktober – 24. Oktober) - Tina Turner – Typical Male - 1 Woche (25. Oktober – 31. Oktober) - Cyndi Lauper – True Colors - 1 Woche (1. November – 7. November) - Boston – Amanda - 3 Wochen (8. November – 28. November) - The Human League – Human - 1 Woche (29. November – 5. Dezember) - Bon Jovi – You Give Love a Bad Name - 1 Woche (6. Dezember – 12. Dezember) - Bruce Hornsby & Range – The Way It Is - 1 Woche (13. Dezember – 19. Dezember) - The Bangles – Walk Like an Egyptian - 1 Woche (20. Dezember – 26. Dezember) - Wang Chung – Everybody Have Fun Tonight - 3 Wochen (27. Dezember 1986 – 16. Januar 1987) |